# کولپا (آستراخان)
کولپا (به لاتین: Kulpa) یک منطقهٔ مسکونی در روسیه است که در استان آستراخان واقع شده‌است.